# Даљинско пливање
Даљинско пливање је дисциплина пливања која се састоји у такмичењу препливања великих дистанци. Такмичења се осим у базенима чешће одржавају и на отвореним водама као што су: море, река и језера.
Уобичајене дисциплине даљинског пливања су деонице од 5, 10 и 25 километара. Такмичења се одвијају у оквири светских и континенталних првенстава, а од Летњих олимпијских игара 2008. у Пекингу дисциплина овог пливања на 10 км уведена је и у олимпијски програм. 
Посебна врста даљинског пливања су ултра-маратони, који се одржавају на много дужим деоницама. 